# Léopold Cernesson
Léopold Cernesson est un homme politique français député de la III° République, éphémère président du conseil municipal de Paris, né le 28 janvier 1831 à Jully (Yonne) et décédé le 18 juin 1889.

## Biographie
Ancien élève des Beaux-Arts, il est architecte et publie des ouvrages techniques. Conseiller municipal de Paris, il est président de la commission municipale du budget, puis président du conseil municipal de Paris en 1881. En 1888, il est élu député de la Côte-d'Or en remplacement de Sadi Carnot, devenu président de la République. Il s'inscrit au groupe de la Gauche radicale et meurt quelques semaines avant la fin de la législature.

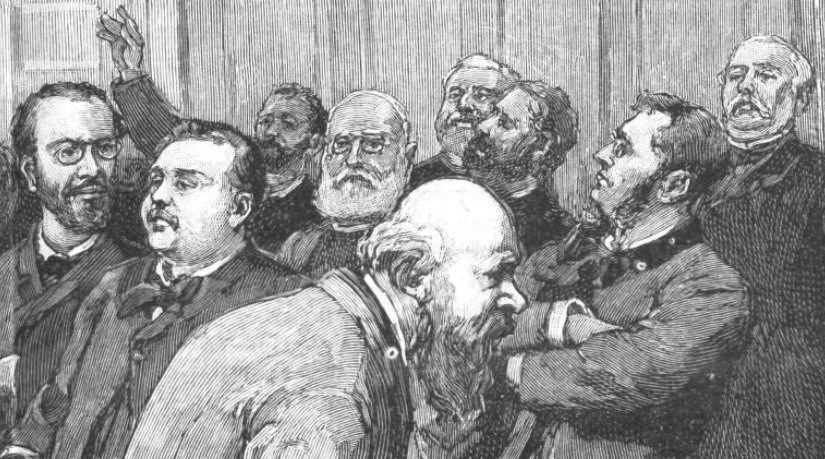
Longuet, Berry, Riant, Cernesson, Cattiaux, Despatys, Duval